# Tomohiro Matsunaga
Tomohiro Matsunaga, född den 27 juni 1980 i Shizuoka, Japan, är en japansk brottare som tog OS-silver i bantamviktsbrottning i fristilsklassen 2008 i Peking.